# 短萼仪花
短萼仪花（学名：Lysidice brevicalyx）是豆科仪花属的植物，是中国的特有植物。分布在中国大陆的广州、香港、广东、封开、高要、云浮、广西等地，生长于海拔500米至1,000米的地区，多生长于密林中、山谷、疏林及溪边，目前尚未由人工引种栽培。

## 别名
麻轧木（广西）